# Comuna Polîciînți, Kozeatîn
Polîciînți (în ucraineană Поличинці) este o comună în raionul Kozeatîn, regiunea Vinnița, Ucraina, formată din satele Mala Klitînka și Polîciînți (reședința).

## Demografie
Componența lingvistică a satului Polîciînți
     Ucraineană (100%)
Conform recensământului din 2001, toată populația satului Polîciînți era vorbitoare de ucraineană (100%).